# Amphalius spirataenius
Amphalius spirataenius är en loppart som beskrevs av Liu Cy, Wu Houyung et Wu Foolin 1966. Amphalius spirataenius ingår i släktet Amphalius och familjen fågelloppor.

## Underarter
Arten delas in i följande underarter:
- A. s. spirataenius
- A. s. badongensis
- A. s. diqingensis
- A. s. heishuiensis
- A. s. qinghaiensis